# Mark Thompson
Mark John Thompson (Londres, 31 de juliol de 1957) és el director executiu (CEO) de The New York Times. Entre 2004 i 2012, Thompson fou el director general de la BBC, i anteriorment havia sigut el director del Channel 4. El 2016, Thompson va publicar Enough Said: What's Gone Wrong with the Language of Politics? En aquest llibre condemna els riscos de la nova política i és molt crítica amb la situació actual del periodisme. El 2009 va ser considerat la 65a persona més potent en el món per la revista Forbes.